# Ван Дейке, Кес
Корнелис Адриан (Кес) ван Дейке (нидерл. Cornelis Adriaan "Kees" van Dijke; 18 декабря 1902, Роттердам — 3 мая 1983, Мордрехт) — нидерландский тренер и футболист, игравший на позиции защитника. Наиболее известен как игрок роттердамского «Фейеноорда», в составе которого выступал на протяжении 12 сезонов. В рамках чемпионата Нидерландов сыграл 256 матчей и забил 28 голов, дважды становился чемпионом страны. В составе сборной Нидерландов сыграл 3 матча.
После игровой карьеры стал тренером — в течение тридцати лет поработал с 20 командами, в том числе с «Фейеноордом» и ПСВ. Наибольшего достижения добился с клубом СВВ из Схидама, выиграв в 1949 году национальный чемпионат.

## Личная жизнь
Кес ван Дейке родился в декабре 1902 года в Роттердаме. Отец — Корнелис ван Дейке, работал водоносом, мать — Матье ван ден Берге, оба родителя были родом деревни Синт Филипсланд, провинция Зеландия. Помимо Кеса, у них было ещё четверо детей — сыновья Адриан Корнелис и Крейн Маринюс, дочери Корнелия Яннеке и Яннеке.
Женился в возрасте 24 лет — его избранницей стала Хиллегин Мария Спор, их брак был зарегистрирован 18 августа 1927 года в Роттердаме.
Умер в мае 1983 года в возрасте 80 лет в городе Мордрехт. В июле 1984 года его вдова умерла в возрасте 85 лет.

## Статистика

### Матчи ван Дейке за сборную Нидерландов
| Матчи ван Дейке за сборную Нидерландов | Матчи ван Дейке за сборную Нидерландов | Матчи ван Дейке за сборную Нидерландов | Матчи ван Дейке за сборную Нидерландов | Матчи ван Дейке за сборную Нидерландов | Матчи ван Дейке за сборную Нидерландов |
| -------------------------------------- | -------------------------------------- | -------------------------------------- | -------------------------------------- | -------------------------------------- | -------------------------------------- |
| №                                      | Дата                                   | Соперник                               | Счёт                                   | Голы ван Дейке                         | Соревнование                           |
| 1                                      | 15 марта 1925                          | Бельгия                                | 1:0                                    | —                                      | Кубок Ванден Абеле 1925                |
| 2                                      | 29 марта 1925                          | Германия                               | 2:1                                    | —                                      | Товарищеский матч                      |
| 3                                      | 19 апреля 1925                         | Швейцария                              | 1:4                                    | —                                      | Товарищеский матч                      |

Итого: 3 матча / 0 голов; 2 победы, 0 ничьих, 1 поражение.

## Достижения
«Фейеноорд»
- Чемпион Нидерландов: 1923/24, 1927/28

ВСВ
- Чемпион Нидерландов: 1948/49